# Bălțata
Bălțata è un comune della Moldavia situato nel distretto di Criuleni di 1.781 abitanti al censimento del 2004

## Località
Il comune è formato dall'insieme delle seguenti località: (popolazione 2004)
- Bălțata (1.312 abitanti)
- Bălțata de Sus (68 abitanti)
- Sagaidac (370 abitanti)
- Sagaidac de Sus (31 abitanti)